# Awara – Der Vagabund von Bombay
Awara – Der Vagabund von Bombay (Hindi: अवारा, avārā; Urdu: آوارہ; übersetzt: Vagabund) ist ein indischer Spielfilm von Raj Kapoor aus dem Jahr 1951. Das Filmdrama zählt zu den erfolgreichsten Hindi-Filmen der 1950er Jahre. In den Kinos der DDR lief er unter dem Titel Der Vagabund.

## Handlung
Raj, ein junger Mann, wird wegen des Mordversuches an den Richter Raghunath angeklagt. Verteidigt wird er von der jungen Anwältin Rita, die Raghunath über seine Vergangenheit ausfragt: Vor 24 Jahren hat Raghunath seine Ehefrau verstoßen. Damals wurde sie aus Rache von dem Bandenführer Jagga entführt, weil Jagga von Raghunath einst hinter Gitter gebracht und so als Vergewaltiger gebrandmarkt wurde. Und dies nur aus einem Grund: Jaggas Vorfahren waren Gangster und in Raghunaths Augen ist ein Sohn eines guten Menschen ebenfalls ein guter Mensch sowie ein Kind eines Schurken immer ein böser Mensch bleiben wird – und dies machte Jagga schuldig.
Jagga ließ Leela wieder frei, doch als sich herausstellte, dass Leela schwanger war, breitete sich das Gerücht aus, das Kind sei nicht von Raghunath. Selbst Raghunath war bald davon überzeugt, Jagga habe seine Frau vergewaltigt.
Als Leela nun von ihrem Ehemann verstoßen wurde, brachte sie ihren Sohn Raj in der Gosse zur Welt. Jagga machte aus Raj einen Dieb, denn Raj vertraute ihm, da er in ihm eine Vaterfigur sah. Doch dies wird ihm zum Verhängnis, denn er verliert seine Kindheitsfreundin Rita, wird aus der Schule geworfen und landet zum Schluss im Jugendknast.
Nachdem Raj als junger Mann wieder freikommt, freundet er sich wieder mit der nun erwachsenen Rita an, die seit dem Tod ihres Vaters bei Raghunath lebt. Auch realisiert Raj, dass Jagga für all das Leid seiner Mutter verantwortlich ist und bringt ihn daraufhin um. Nur bei dem Mordversuch an seinen eigenen Vater Raghunath scheitert er. Für seine Straftat kommt Raj ins Gefängnis und Rita verspricht auf ihn zu warten.

## Hintergrund
Nachdem Raj Kapoor sich mit den Einnahmen aus dem Film Barsaat (1949) ein eigenes Studio in Chembur in Bombay gebaut hatte, veröffentlichte er seinen berühmtesten Film Awaara, an dem die mit seinem Werk am engsten verbundenen Mitarbeiter beteiligt waren: die Drehbuchautoren Khwaja Ahmad Abbas und V. P. Sathe, die Liedautoren Shailendra und Hasrat Jaipuri, der Szenenbildner M. R. Achrekar, Kameramann Radhu Karmakar und das Komponistenduo Shankar-Jaikishan. Die Playbacksänger sind Shamshal Begum, Manna Dey, Lata Mangeshkar, Mukesh und Mohammed Rafi.
Raj Kapoors Rollentyp ist in Kleidung und Habitus an die Figur des Charlie Chaplin angelehnt und findet in dieser Weise auch in Kapoors Filmen Jagte Raho und Shree 420 Verwendung.
Awaara war auch im Ausland erfolgreich, selbst in den USA fand eine 82-minütige Fassung des Films für kurze Zeit einen Verleih. Kapoor und Nargis wurden zu Stars in der UdSSR, der arabischen Welt und Afrika.
Vor allem der Titelsong Awaara Hoon (Ich bin ein Landstreicher) war ungemein beliebt in Indien wie auch in Russland, Türkei, Rumänien und der Volksrepublik China.
Nargis Auftritt im Badeanzug wurde häufig für die erste derartige Szene in einem indischen Film gehalten, jedoch so etwas war u. a. bereits in Master Vinayaks Brahmachari (1938) zu sehen.

## Kritiken
„Sozial engagierter Film, in dem sich reale Elemente mit fantasievoller Legendenhaftigkeit vermischen. Formal von westlichen Vorbildern beeinflusst, aber um eine eigenständige Bildsprache bemüht.“

## Auszeichnungen
- Internationale Filmfestspiele von Cannes 1953 nominiert für den Grand Prix